# Djupede, Långan
Djupede, Långan este o arie protejată (arie specială de conservare — SAC, sit de importanță comunitară — SCI) din Suedia întinsă pe o suprafață de 1,1 ha, integral pe uscat.

## Localizare
Centrul sitului Djupede, Långan este situat la coordonatele 63°32′31″N 14°18′30″E / 63.5419°N 14.3083°E.

## Înființare
Situl Djupede, Långan a fost declarat sit de importanță comunitară în iulie 2009 pentru a proteja 1 specie de animale. Situl a fost protejat și ca arie specială de conservare în decembrie 2017.

## Biodiversitate
Situată în ecoregiunea boreală, aria protejată conține 2 habitate naturale: Pajiști aluvionare boreale nordice, Fânețe montane.
La baza desemnării sitului se află o specie protejată de  nevertebrate: Lycaena helle.